# PPLive
PPLive ist eine Peer-to-Peer-Streaming-Software, die in der Universität für Wissenschaft und Technik Zentralchina in China entwickelt wurde. Es ist Teil einer neuen Art von Software welche Internet TV und P2P verbindet und P2PTV genannt wird.

## Kanäle
PPLive zielt auf den chinesischen Markt. Die Programme sind in Kategorien wie Sport, Musik etc. angeordnet. Bei europäischen Nutzern ist vor allem die Übertragung von Sportsendungen und eSport Veranstaltungen beliebt.

## Bekannte Probleme
Die Software an sich ist mit englischem und teilweise deutschem Interface verfügbar. Jedoch sind die Kanalliste und viele Einblendungen und Informationen nur auf Chinesisch verfügbar. Aufgrund der Tatsache, dass das Programm den Großteil seiner Nutzer in China hat, kann es für europäische Benutzer oft zu Aussetzern kommen, die es teilweise schwer bis unmöglich machen, gewisse Programme zu verfolgen.